# Andrei und Vanya
Andrei und Vanya (* 4. September 1960) sind Zwillingsbrüder aus Tschechien, die als sogenannte Wolfskinder gelten. Sie sind auch bekannt unter den Namen John und Paul. Des Weiteren werden sie auch die Koluchová-Zwillinge oder noch häufiger Koluchová-Twins genannt, nach der Kinderpsychologin Jarmila Koluchová von der Palacký-Universität Olomouc, die ihre Entwicklung beschrieb. Die Zwillinge gelten als entwicklungspsychologisches Fallbeispiel.
Die Zwillinge verloren ihre Mutter bei der Geburt. Eine Tante mütterlicherseits nahm die Kinder in Pflege und sie entwickelten sich normal. Als ihr Vater nochmals heiratete, nahm er die Zwillinge wieder bei sich auf. Er war jedoch meistens wegen seiner Arbeit nicht zuhause. Die Stiefmutter sperrte die beiden Jungen in den Keller und beschäftigte sich nur mit ihnen, wenn sie sie schlug. Als man die Zwillinge nach fünfeinhalbjähriger Tortur im Alter von 7 Jahren im Keller entdeckte, waren sie kleiner als für das Alter üblich, konnten nicht sprechen und verstanden die Bedeutung von Bildern nicht. Der IQ der Jungen wurde auf circa 40 geschätzt.
Die Zwillinge wurden danach ihren Eltern weggenommen und später adoptiert. In einer liebevollen Umgebung gelang es ihnen, ihren intellektuellen und emotionalen Rückstand aufzuholen. Sie besuchten zuerst die Schule für Lernbehinderte und später eine normale Schule, anschließend besuchten beide eine Technische Hochschule. Einer der Zwillinge wurde Computertechniker und der andere Fachlehrer für Technik. Mit Mitte 40 waren beide verheiratet, hatten jeweils drei Kinder und einen großen Freundeskreis und wurden als normal entwickelt und mit leicht überdurchschnittlicher Intelligenz ausgestattet beschrieben.